# Kiko de la Rica
Francisco “Kiko” de la Rica, AEC, (n. Bilbao, País Vasco, España, 6 de abril de 1965) es un director de fotografía cinematográfico español.
Ganador de dos Premios Goya a la mejor fotografía: en 2013 por Blancanieves.

## Biografía
Nacido en la ciudad de Bilbao en el año 1965.
Realizó sus estudios superiores relacionados con la fotografía, que tras finalizarlos desde muy joven comenzó a trabajar, introduciéndose en el mundo audiovisual a finales de la década de los años 80, donde se inició en la realización de spots publicitarios, televisión y cortometrajes.
En el año 1994, debutó profesionalmente como director de fotografía por primera vez en un largometraje dirigido por Daniel Calparsoro, llamado Salto al vacío.
Seguidamente siguió haciendo películas como Sólo se muere dos veces, Pecata minuta, La comunidad con la que fue nominado a los Premios Goya en la categoría de mejor fotografía, hasta que en el año 2000 realizó la película Lucía y el sexo dirigida por Julio Medem, que destacó en el panorama cinematográfico nacional debido a que aparte de ser bastante premiada fue la primera película rodada en España en el formato digital de Alta definición- HD y además también le llevó como nominado a los Goya.
Posteriormente ha realizado numerosas películas entre las que destacan Torremolinos 73 de Pablo Berger, Días de fútbol de David Serrano de la Peña, El Calentito de Chus Gutiérrez, Mataharis de Icíar Bollaín, Los crímenes de Oxford de Álex de la Iglesia y protagonizada por actores de reconocimiento internacional como John Hurt, Elijah Wood, etc.; 14, Fabian Road de Jaime de Armiñán y Nacidas para sufrir de Miguel Albaladejo.
Luego seguidamente desde el 2010, las películas más recientes que ha hecho son del director Álex de la Iglesia: Balada triste de trompeta siendo nominado a los Goya, La chispa de la vida, menos en 2012 que trabajó en la película Blancanieves de Pablo Berger que finalmente hizo que fuera ganador del Goya a la mejor fotografía en la XXVII edición, después en 2013 volvió a trabajar para Álex de la Iglesia en Las brujas de Zugarramurdi que otra vez le llevó a ser nominado a los Goya.

## Filmografía
- Salto al vacío (1994), de Daniel Calparsoro
- Adiós Toby, adiós (1995), de Antonio Mercero
- Sólo se muere dos veces (1997), de Esteban Ibarretxe
- Muerto de amor (1997), de Ramón Barea y José María Lara
- Marisma (1997), de Modesto González
- Entre todas las mujeres (1998), de Juan Ortuoste
- Pecata minuta (1999), de Ramón Barea
- Ordinary Americans: Americanos cotidianos (1999), de Juanma Bajo Ulloa
- Carretera y manta (2000), de Alfonso Arandia
- La comunidad (2000), de Álex de la Iglesia
- Sabotage!! (2000), de Esteban Ibarretxe y José Miguel Ibarretxe
- Lucía y el sexo (2001), de Julio Medem
- Marujas asesinas (2001), de Javier Rebollo
- Torremolinos 73 (2003), de Pablo Berger
- Descongélate! (2003), de Dunia Ayaso y Félix Sabroso
- Días de fútbol (2003), de David Serrano de la Peña
- Lo mejor que le puede pasar a un cruasán (2003), de Paco Mir
- Torapia (2004), de Karra Elejalde
- El Calentito (2005), de Chus Gutiérrez
- Días de cine (2007), de David Serrano de la Peña
- Arritmia (2007), de Vicente Peñarrocha
- Mataharis (2007), de Icíar Bollaín
- Los crímenes de Oxford (2008), de Álex de la Iglesia
- 14, Fabian Road (2008), de Jaime de Armiñán
- Retorno a Hansala (2008), de Chus Gutiérrez
- Nacidas para sufrir (2009), de Miguel Albaladejo
- Parenthesis (2009), de José Luis García Pérez
- Balada triste de trompeta (2010), de Álex de la Iglesia
- La chispa de la vida (2011), de Álex de la Iglesia
- Blanvanieves[7] (2012), de Pablo Berger
- Las brujas de Zugarramurdi (2013), de Álex de la Iglesia
- La vida inesperada (2013), de Jorge Torregrossa
- Words with Gods (2014), de Guillermo Arriaga Jordán
- Kiki, el amor se hace (2015), de Paco León
- Abracadabra (2017), de Pablo Berger

## Premios y nominaciones
Premios Goya
| Año  | Categoría        | Trabajo                    | Resultado |
| ---- | ---------------- | -------------------------- | --------- |
| 2001 | Mejor fotografía | La comunidad               | Nominado  |
| 2002 | Mejor fotografía | Lucía y el sexo            | Nominado  |
| 2011 | Mejor fotografía | Balada triste de trompeta  | Nominado  |
| 2013 | Mejor fotografía | Blancanieves               | Ganador   |
| 2014 | Mejor fotografía | Las brujas de Zugarramurdi | Nominado  |

Medallas del Círculo de Escritores Cinematográficos
| Año  | Categoría        | Trabajo                    | Resultado |
| ---- | ---------------- | -------------------------- | --------- |
| 2012 | Mejor fotografía | Blancanieves               | Ganador   |
| 2013 | Mejor fotografía | Las brujas de Zugarramurdi | Nominado  |